# Charles Bray
Pour les articles homonymes, voir Bray.
Charles Bray (né le 31 janvier 1811 à Coventry et décédé le 5 octobre 1884 dans la même ville) était un réformateur social précurseur du socialisme.
Il hérita à 25 ans de la fortune paternelle. Patron d'une fabrique de rubans, Charles Bray possédait aussi le Coventry Herald. Il utilisa sa fortune à des œuvres philanthropiques comme la création d'écoles.
Chef de file de l’intelligentsia de Coventry et libre penseur, il avait des idées progressistes en matière religieuse et politique. Sa résidence Rosehill était un haut lieu de réunion et de discussion politique à Coventry. Il y reçut entre autres Robert Owen, Herbert Spencer, Harriet Martineau and Ralph Waldo Emerson et aida George Eliot à commencer sa carrière.
Il participa à la fondation de la Coventry Labourers & Artisans Co-operative Society (Société coopérative des artisans et ouvriers de Coventry) qui mit en place des jardins ouvriers et un magasin coopératif. Il imagina ensuite une société organisée sur ce modèle de petites communautés de 3 000 à 4 000 maisons dont chacun disposerait de sa propre machine à vapeur pour lui fournir l'énergie nécessaire à la vie quotidienne et au travail à domicile. Chaque maison disposerait aussi de suffisamment de terrain pour subvenir à ses besoins.

## Écrits
- 1836  The education of the body : an address to the working classes
- 1841 The Philosophy of Necessity
- 1844 An essay upon the union of agriculture and manufactures : and upon the organization of industry
- 1844 An outline of the various social systems & communities which have been founded on the principle of co-operation
- 1857 The industrial employment of women : being a comparison between the condition of the people in the watch trade in Coventry, in which women are not employed, and the people in the ribbon trade
- 1871 A manual of anthropology, or, The Science of man
- 1872 The Education of the Feelings: A Moral System, Revised and Abridged for Secular Schools
- 1879 Psychological and ethical definitions on a physiological basis

## Source
- (en) Cet article est partiellement ou en totalité issu de l’article de Wikipédia en anglais intitulé « Charles Bray » (voir la liste des auteurs).